# Stanisław Skowroński (lekkoatleta)
Stanisław Skowroński (ur. 22 lutego 1946, zm. 15 stycznia 2024 w Gorzowie Wielkopolskim) – polski lekkoatleta, który specjalizował się w rzucie dyskiem.
Trzykrotny medalista mistrzostw Polski. Trzy raz brał udział w meczach międzypaństwowych: w 1968 w Zurychu przeciwko Szwajcarii, w 1970 w Olsztynie także w spotkaniu przeciw drużynie szwajcarskiej oraz w 1973 przeciwko Francji na stadionie Skry w Warszawie. Był zawodnikiem stołecznej Legii.
Rekord życiowy: 58,42 (28 maja 1973, Wrocław).